# Karate-Weltmeisterschaften 2004
Die siebzehnte Karate-Weltmeisterschaften fanden 2004 in Monterrey, Mexiko statt.

## Medaillen

### Männer
| Disziplin          | Gold              | Silber                    | Bronze                      |
| ------------------ | ----------------- | ------------------------- | --------------------------- |
| Kata Herren        | Luca Valdesi      | Akio Tamashiro            | Antonio Díaz                |
| Kata Herren        | Luca Valdesi      | Akio Tamashiro            | Toshihide Uchiage           |
| Kata Team          | Italien           | Japan                     | Frankreich                  |
| Kata Team          | Italien           | Japan                     | Mexiko                      |
| Kumite bis 60 kg   | Paul Newby        | Hossein Rouhani           | David Luque                 |
| Kumite bis 60 kg   | Paul Newby        | Hossein Rouhani           | Yury Kalashnikov            |
| Kumite bis 65 kg   | Luis Plumacher    | Ádám Kovács               | Lucio Martínez              |
| Kumite bis 65 kg   | Luis Plumacher    | Ádám Kovács               | Alexandre Biamonti          |
| Kumite bis 70 kg   | Shinji Nagaki     | Mensur Cakić              | Sayguidmagomed Shakhrudinov |
| Kumite bis 70 kg   | Shinji Nagaki     | Mensur Cakić              | Óscar Vázquez               |
| Kumite bis 75 kg   | David Santana     | Konstantinos Papadopoulos | Klaudio Farmadin            |
| Kumite bis 75 kg   | David Santana     | Konstantinos Papadopoulos | Yavuz Karamollaoglu         |
| Kumite bis 80 kg   | Zeynel Çelik      | Daniël Sabanovic          | Yann Ballion                |
| Kumite bis 80 kg   | Zeynel Çelik      | Daniël Sabanovic          | John Fonseca                |
| Kumite über 80 kg  | Alexander Gerunov | Leon Walters              | Alen Zamlić                 |
| Kumite über 80 kg  | Alexander Gerunov | Leon Walters              | Thomas Bjuring              |
| Kumite offen ippon | Rory Daniels      | Seydina Baldé             | Stefano Maniscalco          |
| Kumite offen ippon | Rory Daniels      | Seydina Baldé             | Mehran Behnamfar            |
| Team               | Frankreich        | Spanien                   | Italien                     |
| Team               | Frankreich        | Spanien                   | Russland                    |

### Damen
| Event              | Gold         | Silber            | Bronze            |
| ------------------ | ------------ | ----------------- | ----------------- |
| Kata Damen         | Atsuko Wakai | Myriam Szkudlarek | Alessandra Caribé |
| Kata Damen         | Atsuko Wakai | Myriam Szkudlarek | Yohana Sánchez    |
| Kata Team          | Japan        | Frankreich        | Brasilien         |
| Kata Team          | Japan        | Frankreich        | Spanien           |
| Kumite bis 53 kg   | Tomoko Araga | Chelli González   | Shannon Nishi     |
| Kumite bis 53 kg   | Tomoko Araga | Chelli González   | Kora Knühmann     |
| Kumite bis 60 kg   | Yadira Lira  | Nathalie Leroy    | Alexandra Kurtz   |
| Kumite bis 60 kg   | Yadira Lira  | Nathalie Leroy    | Noelia Fernández  |
| Kumite über 60 kg  | Elisa Au     | Vanesca Nortan    | Zsuzsanna Klima   |
| Kumite über 60 kg  | Elisa Au     | Vanesca Nortan    | Laurence Fischer  |
| Kumite offen ippon | Elisa Au     | Nadine Ziemer     | Zsuzsanna Klima   |
| Kumite offen ippon | Elisa Au     | Nadine Ziemer     | Vanasca Norton    |
| Team               | Türkei       | Spanien           | Frankreich        |
| Team               | Türkei       | Spanien           | Deutschland       |

## Medaillenspiegel
| Rang  | Land                    | Gold | Silber | Bronze | Gesamt |
| ----- | ----------------------- | ---- | ------ | ------ | ------ |
| 1     | Japan                   | 4    | 1      | 0      | 5      |
| 2     | England                 | 2    | 1      | 0      | 3      |
| 3     | Italien                 | 2    | 0      | 2      | 4      |
| 3     | Vereinigte Staaten      | 2    | 0      | 2      | 4      |
| 5     | Türkei                  | 2    | 0      | 1      | 3      |
| 6     | Frankreich              | 1    | 4      | 5      | 10     |
| 7     | Spanien                 | 1    | 2      | 4      | 7      |
| 8     | Russland                | 1    | 0      | 3      | 4      |
| 9     | Venezuela               | 1    | 0      | 2      | 3      |
| 10    | Mexiko                  | 1    | 0      | 1      | 2      |
| 11    | Niederlande             | 0    | 2      | 1      | 3      |
| 12    | Deutschland             | 0    | 1      | 3      | 4      |
| 13    | Ungarn                  | 0    | 1      | 2      | 3      |
| 14    | Iran                    | 0    | 1      | 1      | 2      |
| 15    | Bosnien und Herzegowina | 0    | 1      | 0      | 1      |
| 15    | Griechenland            | 0    | 1      | 0      | 1      |
| 15    | Guatemala               | 0    | 1      | 0      | 1      |
| 15    | Peru                    | 0    | 1      | 0      | 1      |
| 19    | Brasilien               | 0    | 0      | 2      | 2      |
| 20    | Argentinien             | 0    | 0      | 1      | 1      |
| 20    | Kanada                  | 0    | 0      | 1      | 1      |
| 20    | Kroatien                | 0    | 0      | 1      | 1      |
| 20    | Dänemark                | 0    | 0      | 1      | 1      |
| 20    | Slowakei                | 0    | 0      | 1      | 1      |
| Total | Total                   | 17   | 17     | 34     | 68     |